# Equa
Die Equa war ein 1929 gebautes italienisches Passagierschiff der Küstenschifffahrt. Im Zweiten Weltkrieg nutzte es die Regia Marina zuerst als Wachschiff, später als U-Boot-Jäger. Im September 1943 übernahm die Kriegsmarine das Schiff und gab im Januar 1944 es an die Marina Nazionale Repubblicana weiter. Im April oder Juni 1944 rammte UJ 2220 die Equa, die daraufhin sank.

## Bau und technische Daten
Das Schiff wurde 1929 auf Bestellung der Reederei „Società Partenopea Anonima di Navigazione di Napoli“ zusammen mit drei Schwesterschiffen auf der Werft Cantiere Navale del Taranto (Franco Tosi) in Tarent auf Kiel gelegt. Beim Stapellauf 1929 erhielt das Schiff den Namen Equa. Das Schiff war 39,46 Meter lang, 6,80 Meter breit und hatte einen Tiefgang von 2,56 Metern. Die Equa war mit 243 BRT vermessen. Zwei Tosi-Sechszylinder-Viertakt-Dieselmotoren mit je 680 PS, ermöglichten über zwei Schrauben eine Geschwindigkeit von 12,0 Knoten.

## Geschichte
Die Equa und ihre drei Schwesterschiffe Eponeo, Meta und Sorrento gehörten der Reederei Società Partenopea Anonima di Navigazione di Napoli (S.P.A.N.) aus Neapel, die von 1925 bis 1975 bestand. Die Reederei betrieb Passagierlinien zwischen den Städten am Golf von Neapel und den Inseln des Kampanischen Archipels. Alle vier Neubauten stellte die Reederei im Februar und März 1930 in Dienst. Die Equa versah ihren Dienst in den nächsten zehn Jahren so unauffällig, dass keine Unregelmäßigkeiten zum Schiff auffielen.
Kurz vor dem italienischen Kriegseintritt am 10. Juni 1940 requirierte die Regia Marina das Schiff am 13. Mai 1940 und rüstete es zum Wachschiff aus. Über eine Bewaffnung wird zu diesem Zeitpunkt nicht berichtet. Neben ihrem Namen erhielt die Equa zusätzlich die Kennung F 43. Bereits am 2. Oktober des Jahres gab die Marine das Schiff an die Reederei in Neapel zurück. Ein Jahr später forderte die Regia Marina die Equa am 3. November 1941 erneut an; dieses Mal erhielt sie die Aufgabe eines U-Boot-Jägers und zu ihren Namen die Kennung AS 105. Für die neue Aufgabe ließ sie das Schiff mit einem 9,0-cm-Geschütz, zwei 2,0-cm-Flak und Wasserbombenwerfern bewaffnen.
Mit dem Fall Achse am 8. September übernahm die Kriegsmarine das Schiff noch am gleichen Tag. Sie brachte das Schiff zunächst in die Werft nach La Spezia und stellte es ohne Namensänderung oder -zusatz am 3. November 1943 als Schulschiff der U-Boot-Abwehrschule „Scuola Antisom“ in Varignano bei La Spezia in Dienst. Dort übergab sie das an die Italienische Sozialrepublik und ihre Marine, die Marina Nazionale Repubblicana, verkaufte Schiff am 14. Januar 1944 an eine italienische Besatzung. Ein Vierteljahr später, am 18. April 1944, rammte der deutsche U-Boot-Jäger UJ 2220 die Equa auf dem Weg nach La Spezia, da sie das Schulschiff versehentlich für ein feindliches Schiff gehalten hatte. Die Equa sank bei diesem Zusammenstoß in der Nähe von La Spezia. Nach anderen Angaben soll dieser Vorfall erst am 10. Juni 1944 stattgefunden haben.
Heute ist das in rund 40 Metern Tiefe liegende Wrack des Schiffes ein beliebtes Ziel für Taucher.